# Hipposideros semoni
Hipposideros semoni är en fladdermusart som beskrevs av Paul Matschie 1903. Hipposideros semoni ingår i släktet Hipposideros och familjen rundbladnäsor. IUCN kategoriserar arten globalt som otillräckligt studerad. Inga underarter finns listade i Catalogue of Life.
Artepitetet i det vetenskapliga namnet hedrar den tyska zoologen Richard Wolfgang Semon.
Arten når en kroppslängd (huvud och bål) av 40 till 50 mm, en svanslängd av 22 till 26 mm och en vikt av 6 till 10 g. Den har 42 till 50 mm långa underarmar och en maximal vingspann av 320 mm. På ovansidan förekommer mörkbrun till mörkgrå päls och undersidan är ljusare. Päls finns även vid kanten av den del av flygmembranen som ligger mellan bakbenen. Den stora hudfliken på näsan (bladet) är nästan fyrkantig. Dessutom kännetecknas huvudet av smala spetsiga öron.
Arten förekommer med flera mindre och från varandra skilda populationer i nordöstra Australien (bland annat Kap Yorkhalvön) och på östra Nya Guinea. Den lever i låglandet och i låga bergstrakter mellan 200 och 1400 meter över havet. Hipposideros semoni vistas i fuktiga tropiska skogar, i savannernas trädgrupper och i öppna landskap med enstaka träd.
Individerna vilar i grottor, i gruvor, i byggnader, i vägtrummor och i trädens håligheter. Ofta sover varje individ ensam men små flockar finns likaså. Hipposideros semoni jagar nattfjärilar och plockar kanske andra ryggradslösa djur från växtdelar. För att hitta födan används ekolokalisering. Arten flyger ofta nära grunden med låg hastighet. Ungarna födelse sker antagligen vid slutet av oktober eller lite senare.